# Даніела Гантухова
Даніела Гантухова (словац. Daniela Hantuchová; *23 квітня 1983 в Попраді, Чехословаччина, нині Словаччина) — колишня словацька тенісистка-професіоналка, володарка кар'єрного Великого шолома у міксті, переможниця Кубка Федерації та Кубка Гопмана.
Гантухова — володарка семи титулів WTA та трьох ITF в одиночному розряді. Найбільшим досягнення на турнірах Великого шолома став вихід у півфінал на Відкритому чемпіонаті Австралії з тенісу в 2008 році. Ще більшого успіху досягла в парних змаганнях, де здобула 9 титулів WTA. Найвища позиція в парному та одиночному рейтингах, яких досягла Даніела — 5 місце.
Гантухова вигравала по разу всі турніри Великого шолома  у міксті, кожен із різними партнерами. Тож їй належить кар'єрний Великий шолом у цьому виді змагань. 
У виступах за Словаччину в Кубку Федерації Гантухова мала 36 виграшів проти 19  поразок. У 2002 році словацька команда заволоділа Кубком. У 2005 році Гантухова разом із Домініком Грбати виграла для Словаччини Кубок Гопмана. 
Тенісистка завершила спортивну кар'єру в 2017 році.

## Фінали турнірів Великого шолома

### Пари: 3 (0 -3)
| Результат | Рік  | Турнір              | Поверхня | Партнерка             | Супротивниці                  | Рахунок            |
| --------- | ---- | ------------------- | -------- | --------------------- | ----------------------------- | ------------------ |
| Поразка   | 2002 | Australian Open     | Хард     | Аранча Санчес Вікаріо | Мартіна Хінгіс Анна Курникова | 2–6, 7–6(7–4), 1–6 |
| Поразка   | 2006 | French Open         | Ґрунт    | Суґіяма Ай            | Ліза Реймонд Саманта Стосур   | 3–6, 2–6           |
| Поразка   | 2009 | Australian Open (2) | Хард     | Суґіяма Ай            | Серена Вільямс Вінус Вільямс  | 3–6, 3–6           |

### Мікст: 5 (4 титули, 1 програний фінал)
| Результат | Рік  | Турнір          | Поверхня | Партнер        | Супротивники                      | Рахунок       |
| --------- | ---- | --------------- | -------- | -------------- | --------------------------------- | ------------- |
| Перемога  | 2001 | Wimbledon       | Трава    | Леош Фрідл     | Майк Браян Лізель Губер           | 4–6, 6–3, 6–2 |
| Перемога  | 2002 | Australian Open | Хард     | Кевін Улльєтт  | Гастон Ельтіс Паола Суарес        | 6–3, 6–2      |
| Поразка   | 2002 | Wimbledon       | Трава    | Кевін Улльєтт  | Олена Лиховцева Магеш Бгупаті     | 2–6, 6–1, 1–6 |
| Перемога  | 2005 | French Open     | Ґрунт    | Фабріс Санторо | Леандер Паес Мартіна Навратілова  | 3–6, 6–3, 6–2 |
| Перемога  | 2005 | US Open         | Хард     | Магеш Бгупаті  | Ненад Зімоньїч Катарина Среботнік | 6–4, 6–2      |

## Фінали турнірів WTA

### Одиночний розряд: 16 (7 титулів, 9 поразок)
| Легенда                                                                  |
| ------------------------------------------------------------------------ |
| Турніри WTA 1000 (Турніри WTA Tier I) (2–1)                              |
| Турніри WTA 500 (Турніри WTA Tier II / Турніри WTA Premier)(1–5)         |
| Турніри WTA 250 (Турніри WTA Tier III / Турніри WTA International) (4–3) |

| Фінали за покриттям |
| ------------------- |
| Тверде (6–7)        |
| Трава (1–2)         |

| Результат | В-П | Дата     | Турнір                                      | Категорія     | Покриття   | Опонент                | Рахунок            |
| --------- | --- | -------- | ------------------------------------------- | ------------- | ---------- | ---------------------- | ------------------ |
| Перемога  | 1–0 | Бер 2002 | Indian Wells Open, США                      | Tier I        | Тверде     | Мартіна Хінгіс         | 6–3, 6–4           |
| Поразка   | 1–1 | Жов 2002 | Porsche Tennis Grand Prix, Німеччина        | Tier II       | Тверде (i) | Кім Клейстерс          | 6–4, 3–6, 4–6      |
| Поразка   | 1–2 | Чер 2004 | Eastbourne International, Велика Британія   | Tier II       | Трава      | Світлана Кузнецова     | 6–2, 6–7(2–7), 4–6 |
| Поразка   | 1–3 | Сер 2005 | LA Women's Tennis Championships, США        | Tier II       | Тверде     | Кім Клейстерс          | 4–6, 1–6           |
| Поразка   | 1–4 | Жов 2006 | Zurich Open, Швейцарія                      | Tier I        | Тверде (i) | Марія Шарапова         | 1–6, 6–4, 3–6      |
| Перемога  | 2–4 | Бер 2007 | Indian Wells Open, США (2)                  | Tier I        | Тверде     | Світлана Кузнецова     | 6–3, 6–4           |
| Поразка   | 2–5 | Вер 2007 | Commonwealth Bank Tennis Classic, Індонезія | Tier III      | Тверде     | Ліндсі Девенпорт       | 4–6, 6–3, 2–6      |
| Поразка   | 2–6 | Вер 2007 | BGL Luxembourg Open, Люксембург             | Tier II       | Тверде (i) | Ана Іванович           | 6–3, 4–6, 4–6      |
| Перемога  | 3–6 | Жов 2007 | Linz Open, Австрія                          | Tier II       | Тверде (i) | Патті Шнідер           | 6–4, 6–2           |
| Поразка   | 3–7 | Бер 2010 | Monterrey Open, Мексика                     | International | Тверде     | Анастасія Павлюченкова | 6–1, 1–6, 0–6      |
| Перемога  | 4–7 | Лют 2011 | Pattaya Women's Open, Таїланд               | International | Тверде     | Сара Еррані            | 6–0, 6–2           |
| Поразка   | 4–8 | Чер 2011 | Birmingham Classic, Велика Британія         | International | Трава      | Сабіне Лісіцкі         | 3–6, 2–6           |
| Поразка   | 4–9 | Січ 2012 | Brisbane International, Австралія           | Premier       | Тверде     | Кая Канепі             | 2–6, 1–6           |
| Перемога  | 5–9 | Лют 2012 | Таїланд Open, Таїланд (2)                   | International | Тверде     | Марія Кириленко        | 6–7(4–7), 6–3, 6–3 |
| Перемога  | 6–9 | Чер 2013 | Birmingham Classic, Велика Британія         | International | Трава      | Донна Векич            | 7–6(7–5), 6–4      |
| Перемога  | 7–9 | Лют 2015 | Таїланд Open, Таїланд (3)                   | International | Тверде     | Айла Том'янович        | 3–6, 6–3, 6–4      |

### Парний розряд: 21 (9 титулів, 12 поразок)
| Легенда                                                              |
| -------------------------------------------------------------------- |
| Турніри Великого шлему (0–3)                                         |
| WTA 1000 (Tier I / Турніри WTA Premier / Турніри WTA Premier) (2–5)  |
| WTA 500 (Tier II) (4–4)                                              |
| WTA 250 (Tier III / Турніри 4-ї категорії WTA / International) (3–0) |

| Фінали за покриттям |
| ------------------- |
| Тверде (6–8)        |
| Трава (1–0)         |
| Ґрунт (2–4)         |

| Результат | В-П  | Дата     | Турнір                                            | Категорія  | Покриття   | Партнер               | Опоненти                                 | Рахунок                 |
| --------- | ---- | -------- | ------------------------------------------------- | ---------- | ---------- | --------------------- | ---------------------------------------- | ----------------------- |
| Перемога  | 1–0  | Жов 2000 | WTA Bratislava, Словаччина                        | Tier IV    | Тверде (i) | Каріна Габшудова      | Петра Мандула Патріція Вартуш            | w/o                     |
| Перемога  | 2–0  | Жов 2001 | BGL Luxembourg Open, Люксембург                   | Tier III   | Тверде (i) | Олена Бовіна          | Б'янка Ламаде Патті Шнідер               | 6–3, 6–3                |
| Поразка   | 2–1  | Січ 2002 | Відкритий чемпіонат Австралії з тенісу, Австралія | Grand Slam | Тверде     | Аранча Санчес Вікаріо | Анна Курникова Мартіна Хінгіс            | 2–6, 7–6(7–4), 1–6      |
| Перемога  | 3–1  | Кві 2002 | Amelia Island Championships, США                  | Tier II    | Ґрунт      | Аранча Санчес Вікаріо | Марія Емілія Салерні Оса Свенссон        | 6–4, 6–2                |
| Поразка   | 3–2  | Тра 2002 | Hamburg European Open, Німеччина                  | Tier II    | Ґрунт      | Аранча Санчес Вікаріо | Мартіна Хінгіс Барбара Шетт              | 1–6, 1–6                |
| Поразка   | 3–3  | Тра 2002 | German Open, Німеччина                            | Tier I     | Ґрунт      | Аранча Санчес Вікаріо | Олена Дементьєва Жанетта Гусарова        | 6–0, 6–7(3–7), 2–6      |
| Поразка   | 3–4  | Сер 2002 | San Diego Open, США                               | Tier II    | Тверде     | Суґіяма Ай            | Олена Дементьєва Жанетта Гусарова        | 2–6, 4–6                |
| Поразка   | 3–5  | Сер 2002 | LA Women's Tennis Championships, США              | Tier II    | Тверде     | Суґіяма Ай            | Кім Клейстерс Єлена Докич                | 3–6, 3–6                |
| Перемога  | 4–5  | Сер 2002 | Connecticut Open, США                             | Tier II    | Тверде     | Аранча Санчес Вікаріо | Татьяна Гарбін Жанетта Гусарова          | 6–3, 1–6, 7–5           |
| Перемога  | 5–5  | Чер 2005 | Birmingham Classic, Велика Британія               | Tier III   | Трава      | Суґіяма Ай            | Елені Даніліду Jennifer Russell          | 6–2, 6–3                |
| Поразка   | 5–6  | Сер 2005 | San Diego Open, США (2)                           | Tier I     | Тверде     | Суґіяма Ай            | Кончита Мартінес Вірхінія Руано Паскуаль | 7–6(9–7), 1–6, 5–7      |
| Перемога  | 6–6  | Жов 2005 | Porsche Tennis Grand Prix, Німеччина              | Tier II    | Тверде (i) | Анастасія Мискіна     | Квета Пешке Франческа Ск'явоне           | 6–0, 3–6, 7–5           |
| Поразка   | 6–7  | Жов 2005 | Zurich Open, Швейцарія                            | Tier I     | Тверде (i) | Суґіяма Ай            | Кара Блек Ренне Стаббс                   | 7–6(8–6), 6–7(4–7), 3–6 |
| Перемога  | 7–7  | Бер 2006 | Qatar Ladies Open, Катар                          | Tier II    | Тверде     | Суґіяма Ай            | Лі Тін Сунь Тяньтянь                     | 6–4, 6–4                |
| Перемога  | 8–7  | Тра 2006 | Мастерс Рим, Італія                               | Tier I     | Ґрунт      | Суґіяма Ай            | Квета Пешке Франческа Ск'явоне           | 3–6, 6–3, 6–1           |
| Поразка   | 8–8  | Чер 2006 | Відкритий чемпіонат Франції з тенісу, Франція     | Grand Slam | Ґрунт      | Суґіяма Ай            | Ліза Реймонд Саманта Стосур              | 3–6, 2–6                |
| Поразка   | 8–9  | Сер 2006 | LA Championships, США                             | Tier II    | Тверде     | Суґіяма Ай            | Вірхінія Руано Паскуаль Паола Суарес     | 3–6, 4–6                |
| Поразка   | 8–10 | Січ 2009 | Australian Open, Австралія                        | Grand Slam | Тверде     | Суґіяма Ай            | Серена Вільямс Вінус Вільямс             | 3–6, 3–6                |
| Поразка   | 8–11 | Тра 2009 | Italian Open, Італія                              | Premier 5  | Ґрунт      | Суґіяма Ай            | Сє Шувей Пен Шуай                        | 5–7, 6–7(5–7)           |
| Поразка   | 8–12 | Жов 2009 | Toray Pan Pacific Open, Японія                    | Premier 5  | Тверде (i) | Суґіяма Ай            | Аліса Клейбанова Франческа Ск'явоне      | 4–6, 2–6                |
| Перемога  | 9–12 | Кві 2011 | Відкритий чемпіонат Маямі з тенісу, США           | Premier M  | Тверде     | Агнешка Радванська    | Лізель Губер Надія Петрова               | 7–6(7–5), 2–6, [10–8]   |

## Виноск
1. ↑  Brown, Luke (6 липня 2017). Wimbledon 2017: Former World No 5 Daniela Hantuchova announces her retirement from professional tennis. The Independent. Архів оригіналу за 10 липня 2017. Процитовано 6 липня 2017.